# Коруата

Короата на карте штата.

Коруата (порт. Coroatá) — муниципалитет в Бразилии, входит в штат Мараньян. Составная часть мезорегиона Восток штата Мараньян. Входит в экономико-статистический микрорегион Кодо. Население составляет 61 725 человек на 2010 год. Занимает площадь 2263,779 км². Плотность населения — 27,27 чел./км².
Праздник города — 8 апреля.

## История
Город основан 8 апреля 1920 года. 

## Демография
Согласно сведениям, собранным в ходе переписи 2010 г. Национальным институтом географии и статистики (IBGE), население муниципалитета составляет:
| Полное население                               | Полное население                               | Полное население                               | Полное население                               | 61 725 |
| ---------------------------------------------- | ---------------------------------------------- | ---------------------------------------------- | ---------------------------------------------- | ------ |
| в том числе:                                   | Городское население                            | 43 057                                         | Процент городского населения, %                | 69,76  |
|                                                | Сельское население                             | 18 668                                         | Процент сельского населения, %                 | 30,24  |
|                                                | Мужское население                              | 30 662                                         | Процент мужского населения, %                  | 49,68  |
|                                                | Женское население                              | 31 063                                         | Процент женского населения, %                  | 50,32  |
| Плотность населения, чел/км²                   | Плотность населения, чел/км²                   | Плотность населения, чел/км²                   | Плотность населения, чел/км²                   | 27,27  |
| Население муниципалитета в % к населению штата | Население муниципалитета в % к населению штата | Население муниципалитета в % к населению штата | Население муниципалитета в % к населению штата | 0,94   |

По данным оценки 2016 года, население муниципалитета составляет 63 821 житель.

## Статистика
- Валовой внутренний продукт на 2003 год составляет 67 671 441,00 реалов (данные: Бразильский институт географии и статистики).
- Валовой внутренний продукт на душу населения на 2003 год составляет 1159,57 реалов (данные: Бразильский институт географии и статистики).
- Индекс развития человеческого потенциала на 2000 год составляет 0,556 (данные: Программа развития ООН).

## География
Климат местности: экваториальный.